# Alois Grillmeier
Alois Grillmeier (Pechbrunn, 1º gennaio 1910 – Unterhaching, 13 settembre 1998) è stato un cardinale tedesco.

## Biografia
Nacque a Pechbrunn, in Germania, il 1º gennaio 1910.
Terminati gli studi liceali a Regensburg, nell'aprile del 1929 entrò nel noviziato della Compagnia di Gesù. Studiò filosofia a Monaco e teologia a Valkenburg (Paesi Bassi). Nel 1937 ricevette l'ordinazione sacerdotale. Proseguì gli studi teologici a Francoforte, a Roma e a Friburgo, e nel 1942 conseguì il dottorato in teologia. Pochi giorni dopo la cerimonia del dottorato fu arruolato come infermiere nell'esercito tedesco, ed inviato sul fronte orientale, nel pieno della campagna di Russia. Nel 1944 fu esonerato dagli obblighi militari ed iniziò la sua lunga carriera di insegnamento della teologia dogmatica e fondamentale, dapprima a Pullach, poi a Büren ed infine alla Philosophisch-Theologische Hochschule Sankt Georgen a Francoforte (1950-1978).
Partecipò al Concilio Vaticano II, sia come consigliere del vescovo Wilhelm Kempf, sia come membro della commissione teologica (1963-1965). Significativi furono i suoi contributi nella redazione della Lumen Gentium, la costituzione conciliare sulla natura della chiesa.
Fu direttore delle riviste Scholastik (1964-1965) e Theologie und Philosophie (1966-1977). Inoltre, fu l'unico studioso del XX secolo ad aver esaminato il testo dell'Enciclica dell'imperatore Basilisco, contraria alla dottrina e ai canoni del Concilio di Calcedonia.
Dal 1972 al 1979 fu consultore della fondazione ecumenica Pro Oriente, a Vienna. La sua chiara fama gli valse i dottorati honoris causa delle università di Magonza (1977) e Bamberga (1990), nonché la nomina a membro corrispondente dell'Accademia Bavarese delle scienze (dal 1993). Papa Giovanni Paolo II lo elevò al rango di cardinale nel concistoro del 26 novembre 1994.
Morì il 13 settembre 1998 all'età di 88 anni in Unterhaching e fu sepolto nel cimitero del Berchmanskolleg a Pullach.

## Opere
Di fondamentale importanza è la sua opera monumentale in 5 tomi sulla storia della cristologia orientale e occidentale, apparsa in Germania alla fine degli anni Settanta e tradotta in molte lingue, dal titolo Jesus der Christus im Glauben der Kirche (ed. it. Gesù il Cristo nella fede della Chiesa).